# كأس الاتحاد الكوري الجنوبي
كأس الاتحاد الكوري الجنوبي (هانغل: FA컵) ، هي كأس كرة قدم بنظام إخراج المغلوب يشارك به 47 فريق من جميع أنحاء كوريا الجنوبية وتنظم من قبل الاتحاد الكوري الجنوبي لكرة القدم. حامل اللقب هو نادي سيونغنام إلهوا تشنما.

## وصلات خارجية
- الموقع الرسمي (هانغل: )
- FA Cup All-Time winners at KFA Website (بالكورية)
- Official K League website (بالكورية)
- Taeguk-Soccer Korean soccer forum
- ROKfootball.com website
- Footcoreen.com website (بالفرنسية)